# Сусанінське сільське поселення (Ульчський район)
Суса́нінське сільське поселення (рос. Сусанинское сельское поселение) — сільське поселення у складі Ульчського району Хабаровського краю Росії.
Адміністративний центр — село Сусаніно.

## Населення
Населення сільського поселення становить 913 осіб (2019; 1102 у 2010, 1259 у 2002).

## Склад
До складу сільського поселення входять:
| Населений пункт                 | Населення, осіб (2002) | Населення, осіб (2010) |
| ------------------------------- | ---------------------- | ---------------------- |
| Аннинські Мінеральні Води, село | 265                    | 234                    |
| Воскресенське, село             | 111                    | 23                     |
| Сусаніно, село                  | 883                    | 845                    |